# Que me quedes tú
Singles de Shakira
Te Dejo Madrid
(2002) La Tortura
(2005)
Pistes de Laundry Service
Poem to a Horse
(9) Eyes Like Yours (Ojos Así)
(11)
Que me quedes tú est une ballade rock écrite et interprétée par la chanteuse colombienne Shakira issue de l'album studio Laundry Service. Ce titre a été écrit par Shakira et composé par Shakira elle-même et son ami de longue date Luis Fernando Ochoa,.
Le titre est sorti en téléchargement digital en novembre 2002 et a atteint la première place du classement Billboard Hot Latin Tracks en mars 2003.

## Clip Vidéo
Le clip a été tourné en septembre 2002 à Miami et a été réalisé par Ramiro Agulla et Esteban Sapir. Dans cette vidéo, Shakira montre son nouveau style de boucles blondes ; Le clip fait référence à ce changement, montrant la chanteuse dans une robe avec une frange rappelant ses cheveux raides et roux. La sortie du DVD de la tournée Mongoose a été réalisée par les mêmes créateurs du clip vidéo. Au début, nous voyons la chanteuse porter un bracelet populaire de son pays d'origine, la Colombie. Dans le clip, Shakira rencontre son équipe présumée (maquilleurs, réalisateurs, photographes, etc.) et devient soudainement insatisfaite de sa vie célèbre, alors elle décide de les fuir. À la fin du voyage, elle retrouve son petit ami à la gare routière. Dans l'un des plans, le chanteur joue de la batterie.

## Classements
| Classement                           | Meilleure position |
| ------------------------------------ | ------------------ |
| Espagne                              | 16                 |
| États-Unis Billboard Hot Latin Songs | 21                 |
| États-Unis Billboard Latin Pop Songs | 21                 |

## Singles et promos

### Maxi Single
| - Espagne CD Single (COL 673379 2) 1. Que Me Quedes Tú - Album Version 4:47 2. Pies Descalzos, Sueños Blancos - DJ Memêgamix 2:08 3. Dónde Estás Corazón - DJ Memêgamix 2:08 4. Estoy Aquí - DJ Memêgamix 2:08 5. Estoy Aquí - Extended Club Mix 9:32 6. Dónde Estás Corazón - Dance Mix 8:48 |

### Singles Promotionnels
| - Argentine Single Promotionnel (DEP 748) 1. Que Me Quedes Tú - Album Version 4:47 2. Microguía "Grandes Éxitos" 0:20 - Espagne Single Promotionnel (SAMPCS 12301) 1. Que Me Quedes Tú - Album Version 4:47 | - Mexique Single Promotionnel (PRCD 98475) 1. Que Me Quedes Tú - Album Version 4:47 - États-Unis Single Promotionnel (CDP 14673) 1. Que Me Quedes Tú - Album Version 4:47 |